# Шані Кляйн
Шані Кляйн (івр. שני קליין; нар. 21 жовтня 1984, Год-га-Шарон, Ізраїль) — ізраїльська акторка.

## Біографія
Шані Кляйн народилася 21 жовтня 1984 року в місті Год-га-Шарон , Ізраїль.
За роль у фільмі «Араби, що танцюють» (2014) її було номіновано на премію «Офір» як «Найкращу акторку другого плану».

## Фільмографія
| Рік       |   | Українська назва        | Оригінальна назва   | Роль                 |
| --------- | - | ----------------------- | ------------------- | -------------------- |
| 2014      | ф | «Мотивації нуль»        | івр. אפס ביחסי אנוש | Рама                 |
| 2008—2014 | с | «Рамзор»                | івр. רַמְזוֹר          | Вчителька Керен      |
| 2014      | ф | «Позичена ідентичність» |                     | Нянька               |
| 2014—2014 | с | «Русалки»               | івр. בתולות         | Хагіт                |
| 2014      | ф | «Араби, що танцюють»    | івр. ערבים רוקדים   |                      |
| 2015      | ф | «Що тебе не вбиває»     |                     | Працівниця аеропорту |